# Christoph Clavius

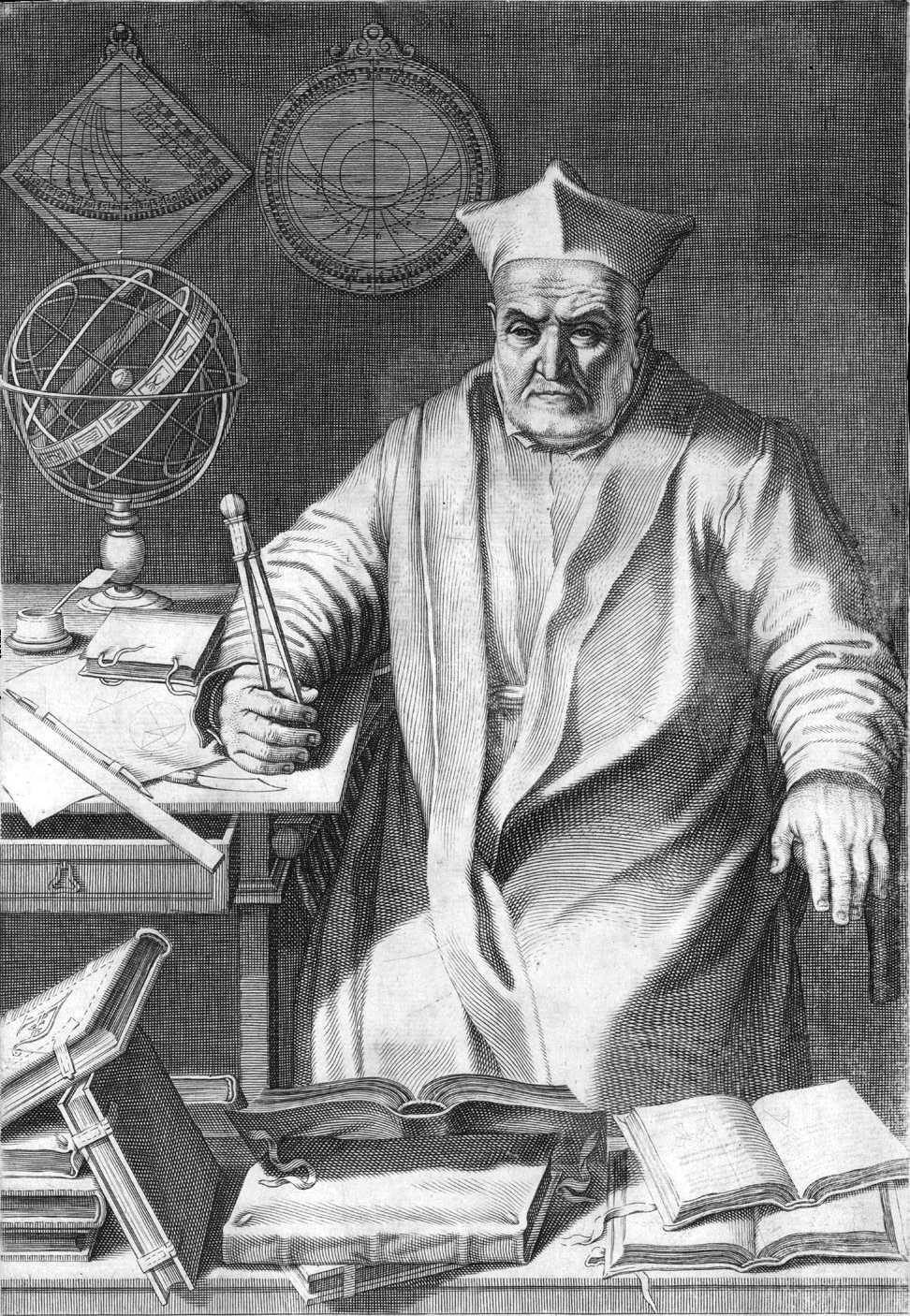
Christopher Clavius

Christoph Clavius (Bamberg, 25 maart 1538 – Rome, 22 februari 1612) was een Duitse Jezuïet wiskundige en astronoom. Hij was de hoofdontwerper van de huidige gregoriaanse kalender. Gedurende de laatste jaren van zijn leven was hij waarschijnlijk een van de meest gerespecteerde astronomen in Europa en zijn boeken over astronomie werden algemeen gebruikt gedurende meer dan 50 jaar.

## Biografie

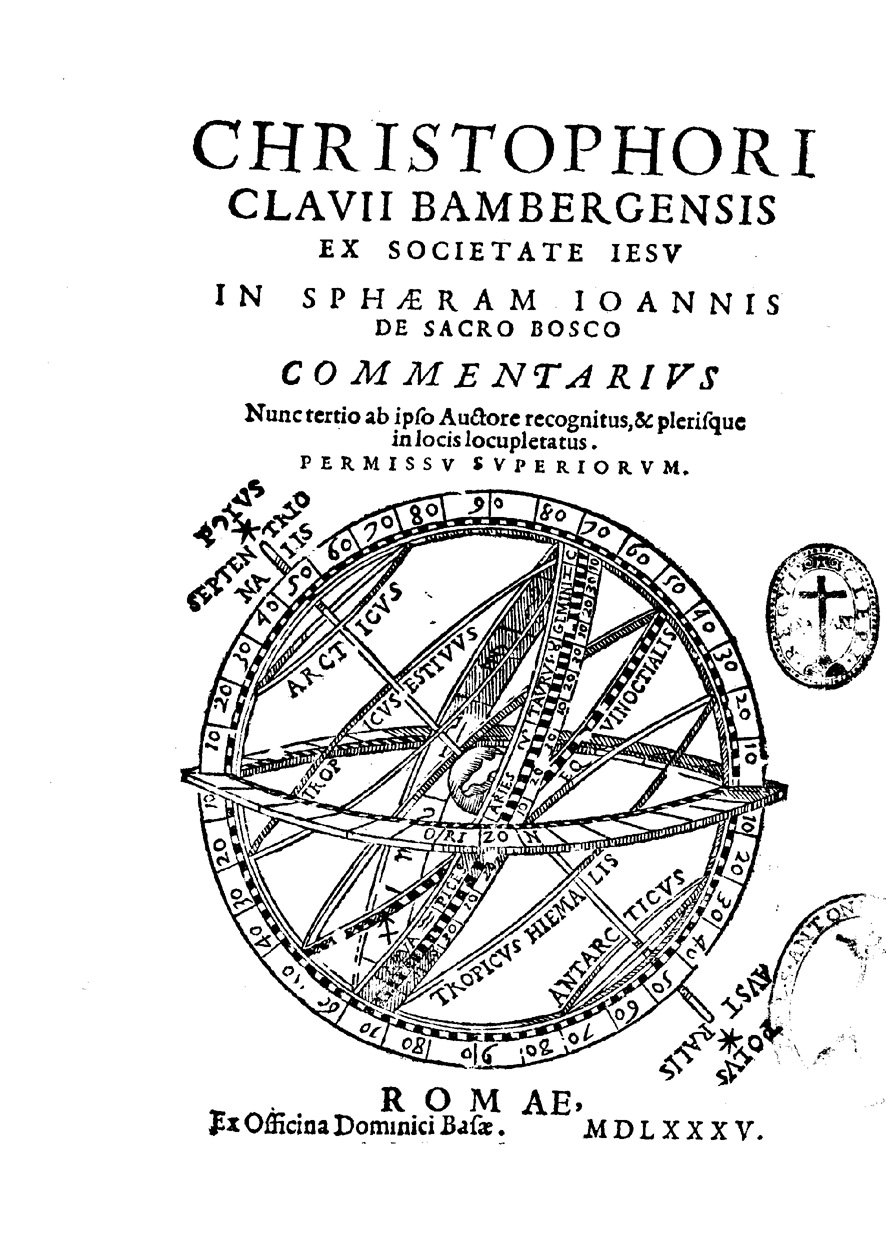
In Sphaeram Ioannis de Sacro Bosco commentarius, 1585

Er is weinig bekend over de vroege jeugd van Clavius. Hij werd geboren in Bamberg in 1538 of 1537. Zijn oorspronkelijke naam is waarschijnlijk "Christoph Schlüssel" of "Christoph Klau".
Clavius werd jezuïet in 1555. Hij genoot onderwijs aan de Universiteit van Coïmbra in Portugal. Het is mogelijk dat hij enige vorm van contact had met de bekende wiskundige Pedro Nunes aldaar. Vervolgens studeerde hij theologie in het Jezuïetencollege, Collegio Romano, te Rome.
In 1579 kreeg hij de taak de kalender te hervormen, waarmee toen problemen waren. De verlofdagen varieerden naargelang de seizoenen. Clavius maakte gebruik van de Pruisische tabellen van Erasmus Reinhold om de nieuwe kalender op te stellen. Paus Gregorius XIII keurde de gregoriaanse kalender goed voor alle katholieke landen in 1582 en hij wordt nu nog steeds wereldwijd gebruikt.
Clavius was verantwoordelijk voor de herwaardering van wiskunde binnen de Jezuïetenorde in een tijd dat wiskunde dikwijls belachelijk gemaakt werd door filosofen en theologen.
Als astronoom en jezuïet hield Clavius vast aan het geocentrische model maar hij zag wel degelijk de tekortkomingen ervan. Hij werd gerespecteerd door Galileo Galilei die hem in 1611 bezocht. Clavius accepteerde de nieuwe ontdekkingen maar wees het idee van bergen op de maan af. Er is een krater op de maan naar hem vernoemd.